# Ruth Pointer
Ruth Pointer (Oakland, California, Estados Unidos; 19 de marzo de 1946) es una cantante de soul y R&B estadounidense, conocida actualmente por ser la líder de The Pointer Sisters y última sobreviviente de las miembros originales. Ruth llevó como voz principal algunos de los temas más exitosos de la banda como "Automatic" y "Neutron Dance". Actualmente actúa con su hija Issa Pointer y su nieta Sadako Pointer.

## Biografía

### Comienzos
Ruth Pointer empezó su andadura musical dirigiendo el coro infantil de la iglesia de su padre junto a sus hermanas. Justo al acabar sus estudios se casó y tuvo dos hijos, pero cuando sus hermanas formaron el trío The Pointer Sisters, finalmente en 1972 al firmar un contrato se unió al grupo.

### Carrera con The Pointer Sisters
Entró en el grupo en 1972 luego de que su hermana Anita se uniera. 
En 1973 lanzaron al mercado su álbum debut con un título homónimo, consiguieron éxito con el tema "Yes We Can Can" (1973), que llegó al #11 del Hot 100 y "Wang Dang Dodle" llegó al top 30 de las listas de R&B. El álbum terminaría siendo clasificado oro en los Estados Unidos. 
En 1974 con su segundo álbum que también fue clasificado oro el primer sencillo "Fairytale" llegó al top 20 del Hot 100. y su tercer álbum de estudio "Steepin" llegaron a un gran éxito su primer #01 "How Long (Betcha Got a Chick on the Side) recibio una nominacion en los Grammys. antes de que en 1977 Bonnie Pointer comenzara su carrera en solitario. Continuando como un trío, el grupo aumentó su éxito con hits de la talla de "Fire" (1978), "He's So Shy" (1980), "Slow Hand" (1981) y "I'm So Excited" (1982). En 1983 lanzaron su disco más exitoso "Break out". La voz de Ruth se siente especialmente en singles de la banda como "Automatic" y "Neutron Dance"; con ambas canciones el grupo ganó premios Grammy.
Al iniciar en el grupo en 1972 se podría decir que solo era simplemente parte del coro y la primera vez que su voz tan distintiva fue reconocida se podría decir que fue en "Wang Dang Dodle" (top 20 en las listas de R&B). En 1979 después de su exitoso álbum "Energy", el grupo lanzó su segundo álbum como trío "Priority" Ruth tuvo dos temas como voz principal en el cual fue muy elogiada en especial fue publicada en una revista de la época admirando su distintiva voz.
En 1983 con la llegada de su álbum multiplatino "Break Out" el primer tema del álbum que llegó al top 50 del hot 100 tuvo las 3 voces de las hermanas compartidas "I Need You", fue el primer éxito de Break Out llegando al #02 de las listas Billboard Dance. la última canción que se agregó al álbum fue "Automatic" que era elegido para que Anita la cantara en cual ella se negó ya que era muy baja para ella en lo que Ruth se ofrecio a cantarla convirtiéndose en el segundo éxito del álbum llegando al top 5 del Hot 100 y convirtiéndose en un éxito internacional rápidamente. en 1985 otro tema tuvo a Ruth como voz principal "Neutron Dance", que llegó al #06 del Hot 100 y fue aun más exitosa ya que llegó a la película "Un Detective en Beverly Hills" 
En 1987 otro tema que fue un éxito un poco más moderado "Be There", llegó al Hot 100 y apareció en la banda sonora de "Un Detective en Beverly Hills Cop 2"

## Reconocimiento como Solista
En 1988 Ruth tuvo un gran avance en solitario; tuvo un dueto con el cantate Billy Vera. 
La canción tuvo un buen reconocimiento, participó en la banda sonora de la película "Iron Eagle II". 
En el año 1988 The Pointer Sisters presentaron en una categoría en los American Music Awards junto a Billy Vera.
Un año después en 1989 tuvo el privilegio de trabajar con "Disney" por primera vez (aunque ya había presentándose junto a sus hermanas en Disney World); apareció en la banda sonora de la canción más icónica de la película "Oliver y su Pandilla" fue la voz de canto de Rita actualmente esa canción ha sido escuchada por millones ya que la película y la banda sonora fueron muy exitosas.
En el año 1993 Ruth tendría planeado lanzar su  primer álbum en solitario pero al final se decidieron lanzar un álbum para The Pointer Sisters titulado "Only Sisters Can Do That", con el sello discográfico "SBK Records" que fue un fracaso total. 